# Trasfigurazione (Assisi)
La Trasfigurazione è un affresco (circa 650x700 cm) attribuito al Maestro Oltremontano, databile attorno al 1277-1283 circa e conservato nel lunettone destro del transetto destro della basilica superiore di San Francesco di Assisi. 

## Storia
La presenza di un maestro gotico, probabilmente transalpino (francese, inglese o di area tedesca) nel cantiere della decorazione ad affresco del presbiterio della basilica superiore è un fatto accertato dalla critica, sebbene non accolto da tutti gli studiosi (in tempi recenti Federico Zeri parlò della bottega di Cimabue). L'attività di questo maestro si sarebbe svolta contemporaneamente a quella di Cimabue, con una possibile collaborazione fin dall'abside (lunetta con Annuncio a Gioacchino e sua offerta) e poi la separazione affidando la parte superiore del transetto sinistro al fiorentino e di quello destro allo straniero. Tra i due incorsero fruttuose influenze reciproche, sebbene non risolutive delle rispettive poetiche, attingendo spunto l'un l'altro. In alcuni partiti decorativi il Maestro Oltremontano sembra inoltre attingere alla cultura romana, tanto che il suo seguace e continuatore (nella loggetta destra) è ritenuto un maestro di tale scuola. 
La datazione degli affreschi di questa porzione della basilica segue dunque quella legata a Cimabue, assestandosi in un periodo tra il 1277, anno dell'elezione al soglio pontificio di Niccolò III e il 1283 circa, sebbene molti studiosi abbiano proposto oscillazioni diverse.
Anche questi lavori sono in condizioni mediocri o pessime, spesso interessati dalla perdita di interi, ampi brani di pittura, da ritocchi e ridipinture, oppure dall'ossidazione in alcuni punti del bianco di biacca, che ha portato a un ribaltamento dei toni chiari/scuri, come in un negativo fotografico. 

## Descrizione e stile
Il lunettone della Trasfigurazione, assieme alla loggetta sinistra, è tra le zone meglio conservate dell'intervento del Maestro Oltremontano. Lo schema della scena è tradizionale. Gesù, entro una mandorla si solleva tra le apparizioni di Mosè ed Elia, mentre nella parte inferiore, quasi illeggibile, si trova un apostolo inginocchiato e un secondo di cui si intravede la mano sollevata in segno di stupore, mentre un terzo è andato perduto. Cristo regge nella mano sinistra il globo, ha i capelli mossi ed è ammantato sontuosamente, con una certa esuberanza tipica di un certo gotico d'oltralpe. A sinistra compare poi una testa, forse Dio Padre, che ha una mano rivolta a indicare il Cristo. 
Il disegno della figura principale appare elegante e ritmato, con la risoluzione dei volumi in tanti piani schiacciati con contorni netti e campiture di colore piatte, analogamente all'arte delle vetrate o degli smalti cloisonné. I colori usati sono di smagliante brillantezza, con la predominanza del rosso intenso, del turchese e dell'oro, a fronte del giallo-ocra nelle altre zone. 
Il San Paolo nella loggetta sinistra è stato preso a modello per l'attribuzione di altre scene in questa zona: le dita molto larghe e pressoché uguali della mano si ritrovano nel modo di disegnare i piedi dei due profeti della Trasfigurazione, escludendo le ipotesi che volevano lunette e loggetta dipinte da mani diverse.

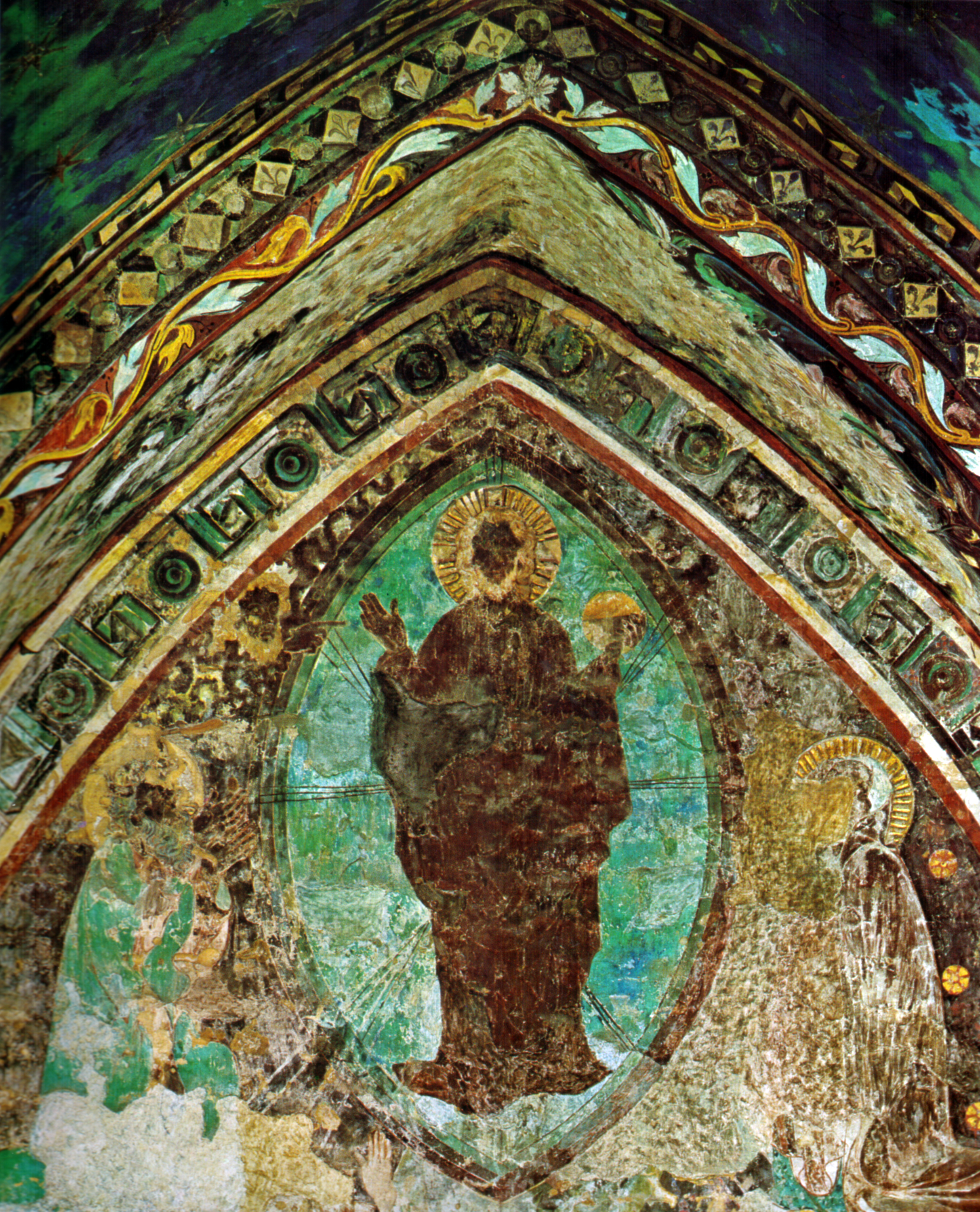
Dettaglio a colori
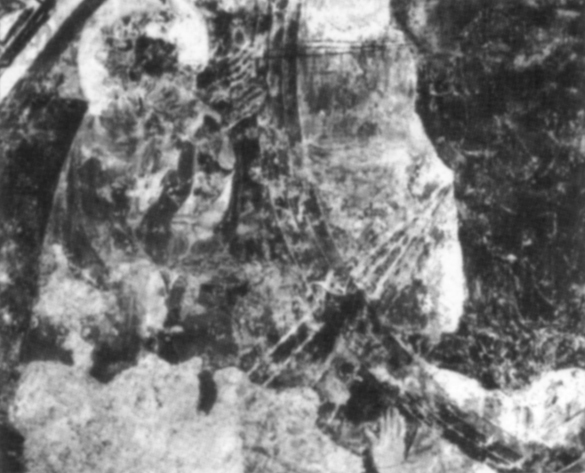
Dettaglio, Mosé
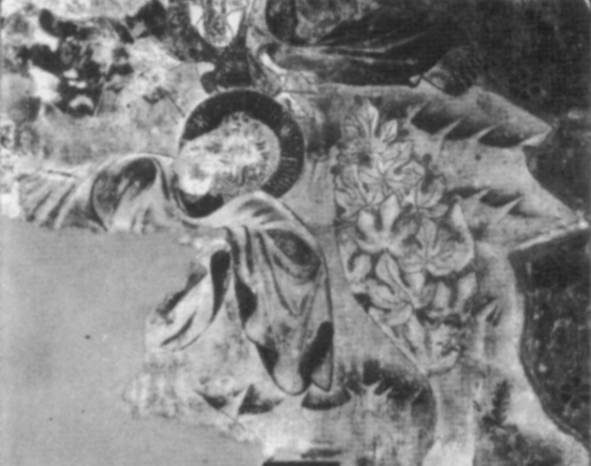
Dettaglio, Elia